# شهرستان پوکروفسکی
شهرستان پوکروفسکی (به لاتین: Pokrovsky District) یک شهرستان در روسیه است که در استان اریول واقع شده‌است.